# 與狼共舞
《與狼共舞》（英語：Dances with Wolves）為於1990年上映的美國電影，描述在1860年代美國南北戰爭末期，北军中尉鄧巴與印地安蘇族的故事，電影的对白多使用蘇族語言拉科塔语，配以英語字幕，这在當時的美國電影圈很罕見。
本片獲得七座奧斯卡金像獎，票房也大获成功，象征着西部片在好莱坞的复兴。2007年，此片因為它「文化上、歷史上、美學上」的重要價值，被選為美國國家電影保護局典藏。

## 情節
在南北戰爭中受到嚴重腿傷的鄧巴中尉企圖自殺，他在兩軍對峙的戰線中間，騎馬奮勇出去挑釁敵軍，幸運的在槍林彈雨中逃過一劫，並被視為鼓舞士氣的英雄。鄧巴的腿被軍醫醫好之後，他請求的獎賞是退出前線，改守西部邊疆。但當他隨著補給蓬車抵達邊疆營地時，卻發現此地早已被棄守，基於一絲希望，於是他單獨留守在該營地裡，並開始自己在荒野上打理生活，也與一隻狼結成朋友（此狼因腳上有兩片白毛而被他稱為「雙襪」），鄧巴中尉的營地離一個蘇族營區不遠，他也逐漸發展出與蘇族人的友誼。
蘇族人中會說英語的是一位女子「站立舞拳」（Stands With A Fist），鄧巴中尉後來發現她居然是被蘇族人收留的白人孤兒，隨後他與此女子發展戀情，並加深了融入蘇族部落的情感。在波尼人入侵蘇族，以及一年一度捕獵美國野牛時，鄧巴中尉都參與其中，並學會了蘇族語。他也獲得了一個印地安名，就是「與狼共舞」。
然而白人入侵印地安人草原的速度並未因此減緩，當鄧巴中尉從蘇族營區返回邊疆營地時，赫然發現營地又重新充滿了守兵，並將他視為叛徒逮捕，在送交審判的路上，他的蘇族朋友將鄧巴中尉救出，並希望他融入蘇族當中，片末，鄧巴中尉選擇與站立舞拳一起離開蘇族，以免他們日後遭到白人士兵的追殺。

## 演员阵容
- 凱文·科斯納 飾演 Lt. John J. Dunbar / Dances with Wolves / Narrator （中譯：鄧巴中尉）
- 瑪麗·麥克唐奈 飾演 Stands With A Fist（中譯：站立舞拳）
- 葛拉罕·葛林 飾演 Kicking Bird（中譯：踢鳥）
- Rodney A. Grant 飾演 Wind In His Hair（中譯：風中散髮）
- Floyd Red Crow Westerman 飾演 Chief Ten Bears（中譯：十熊）
- Tantoo Cardinal 飾演 Black Shawl
- Jimmy Herman 飾演 tone Calf
- Nathan Lee Chasing His Horse 飾演 Smiles A Lot
- Michael Spears 飾演 Otter
- Jason R. Lone Hill 飾演 Worm
- Charles Rocket 飾演 Lt. Elgin
- Robert Pastorelli 飾演 Timmons（中譯：提蒙斯）
- Larry Joshua 飾演 Sgt. Bauer
- Tony Pierce 飾演 Spivey
- Kirk Baltz 飾演 Edwards
- Tom Everett 飾演 Sgt. Pepper
- Maury Chaykin 飾演 Maj. Fambrough（中譯：范布諾少校）
- Wes Studi 飾演 the fiercest Pawnee
- Wayne Grace 飾演 The Major
- Wolves named Buck and Teddy 飾演 Two Socks[1]

此片的卡司多為當時尚未知名的演員，除凱文·科斯納演出鄧巴中尉外，還有瑪麗·麥克唐奈演出站立舞拳，格雷姆·格林、羅德尼·A·格蘭特、福洛得·紅牛·偉斯門、坦圖·卡迪納爾、查爾斯·羅基特、莫里·查依金等。這些演員在181分的電影版與236分的導演版中都有演出。其中有些日後成為了知名的印地安演員。

## 製片
《與狼共舞》的原作是麥可·布萊克1980年代的電影劇本，在1986年，凱文·柯斯納發現了此劇本的潛力，力說布萊克將其改編成小說出版，他認為這會增加其被拍為電影的機會，在1988年，小說原稿被許多知名出版社拒絕，最後終於找到機會，由Ballantine出版社出版，並贏得了市場上的注目，柯斯納隨後買下電影版權並自導自演整部電影，麥可布萊克則順理成章的成為了電影劇本的原作家。
此電影在1989年的7月18日到11月23日左右完成，大部份場景都在南達科他州拍攝，某些場景則在懷俄明州拍攝。知名的場景地點有巴德蘭國家公園、黑丘、貝爾富什河、香草溪野地等。片中壯觀的捕捉美國野牛場景，則是在南達科他州皮爾鎮附近的三U野牛農場拍攝。
由於此片的成本预算为1500万，后超支到2200万，且延遲上市，加上前一檔由導演麥可·西米諾所拍的西部片《天國之門》票房慘敗，當時媒體和電影商都戲稱此片為「柯斯納天國之門」，並不看好此片的商業價值。但电影上映后广受好评，累计票房4.2亿，并获得七项奥斯卡奖。

## 評價
2022年3月，《與狼共舞》在Metacritic評選奧斯卡金像獎最佳影片前35名中，排名第29名。

## 獲獎
此片一共獲得第63届奥斯卡金像奖七座獎，包括：
- 最佳影片獎：傑·威爾森、凱文·科斯納
- 最佳導演獎：凱文·科斯納
- 最佳改編劇本獎：麥可·布萊克
- 最佳電影配樂：約翰·巴瑞
- 最佳剪辑獎：尼爾·崔佛斯（Neil Travis）
- 最佳攝影獎：Dean Semler
- 最佳混音獎：Russell Williams II, Jeffrey Perkins, Bill W. Benton, and Gregory H. Watkins

另外有五座奧斯卡獎提名
- 最佳男主角獎：凱文·科斯納
- 最佳男配角獎：格雷姆·格林
- 最佳女配角獎：瑪麗·麥唐納
- 最佳藝術指導獎：Jeffrey Beecroft、Lisa Dean
- 最佳服裝設計獎：Elsa Zamparelli

此片也獲得第48届金球獎最佳剧情片、最佳导演和最佳编剧奖。
此片也因為它「文化上、歷史上、美學上」的重要價值，被選為美國國家電影保護局典藏。

## 版本
除了電影版之外，《與狼共舞》一共出了四種不同的DVD-Video版本。最早的DVD是在1998年11月17日出版的，為單片發行。第二版則是在1999年的2月16日發行，為雙片、有DTS音效加強的版本。第三版在2003年5月20日發行，也是雙片版，並加上了一些電影版沒有的畫面。第四版則在2004年的5月25日發行，為導演版，一共有三片，總長226分，並加附一段不短的拍片記實影片。

## 外部連結
- 開眼電影網上《與狼共舞》的資料（繁體中文）
- 豆瓣电影上《與狼共舞》的資料 （简体中文）
- 时光网上《與狼共舞》的資料（简体中文）
- AllMovie上《與狼共舞》的资料（英文）
- 爛番茄上《與狼共舞》的資料（英文）
- Box Office Mojo上《與狼共舞》的資料（英文）
- TCM电影资料库上《與狼共舞》的资料（英文）
- Metacritic上《與狼共舞》的資料（英文）
- 互联网电影数据库（IMDb）上《與狼共舞》的资料（英文）